# Auguste de Maulincour
Auguste de Maulincour (Auguste Carbonnon de Maulincour), est un personnage de La Comédie humaine d'Honoré de Balzac, et un des principaux protagonistes de Ferragus, dans l'Histoire des Treize.

## Biographie
Il est né en 1797 et perd presque toute sa famille pendant la Révolution. Il est élevé par sa grand-mère, la baronne de Maulincour. Il devient chef d'escadron dans un régiment de cavalerie de la Garde royale et passe lieutenant-colonel d'une compagnie de gardes du corps.

« Ce jeune homme pâle, long et fluet, délicat en apparence, homme d’honneur et de vrai courage d’ailleurs, qui se battait en duel sans hésiter pour un oui, pour un non, ne s’était encore trouvé sur aucun champ de bataille, et portait à sa boutonnière la croix de la Légion d’honneur… La sensibilité de ce garçon, conservée pure, ne s’usa point au dehors, et lui resta si pudique, si chatouilleuse, qu’il était vivement offensé par des actions et des maximes auxquelles le monde n’attachait aucune importance. Honteux de sa susceptibilité, le jeune homme la cachait sous une assurance menteuse, et souffrait en silence ; mais il se moquait, avec les autres, de choses que seul il admirait. »

Il habite rue de Bourbon, aujourd'hui : rue de Lille. Après avoir courtisé sans succès Antoinette de Langeais, il tombe amoureux de Clémence Desmarets qu'il suit dans une ruelle sordide. Clémence rend visite à un personnage douteux : Gratien Bourignard, aussi connu sous le nom de « Ferragus XXIII, chef des Dévorants ».
À partir de ce moment, une menace pèse sur lui. Il échappe à des accidents répétés, il se retrouve face au frère de madame de Sérisy, le marquis de Ronquerolles, dans un duel dont il se tire de justesse avec une grave blessure. Il meurt finalement en 1819, empoisonné par Ferragus XXIII qui lui inocule un poison par les cheveux.

## Romans dans lesquels le personnage apparaît
Il revient dans plusieurs autres romans :
- Le Père Goriot
- La Duchesse de Langeais
- Le Contrat de mariage